# Amomyrtus meli
El melí o luma blanca (Amomyrtus meli) es una especie arbórea perennifolia siempreverde de la familia de las mirtáceas. Crece en los bosques templados de Chile.

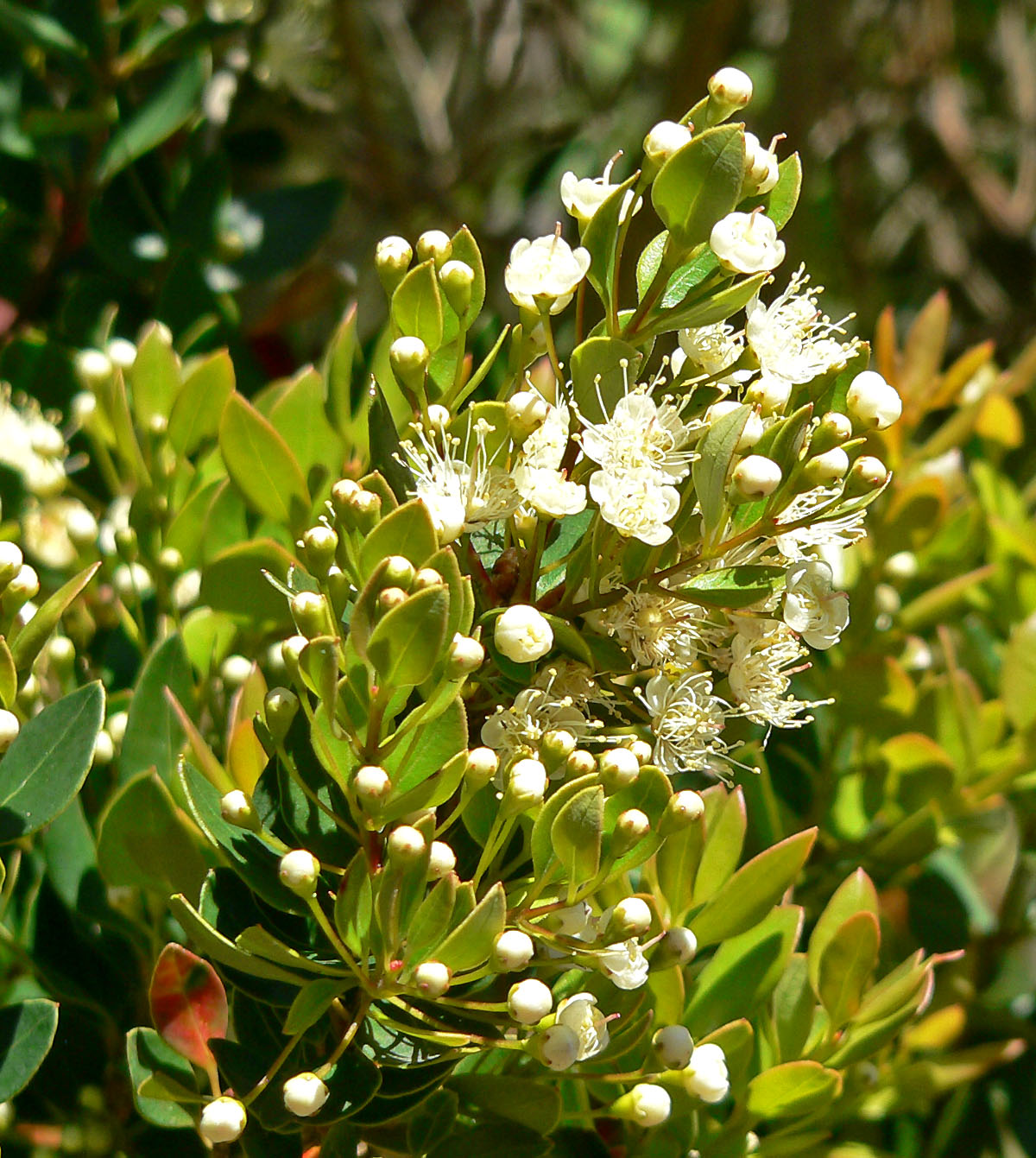
Vista de la planta

## Descripción

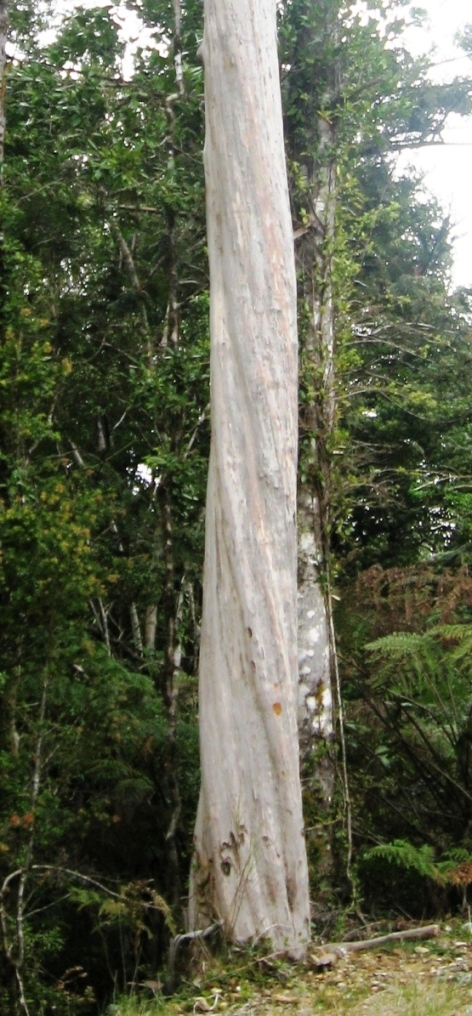
Tronco de árbol adulto

Sus hojas son simples, de forma lanceolada. Produce flores blancas y olorosas, de importancia melífera. Su fruto es una "baya comestible" de color negro o morado, que conserva restos de los sépalos. 
Es muy semejante a la luma, de la que se distingue por el color más claro de su corteza y de su madera y porque al romper sus hojas se desprende un olor semejante al de las naranjas.

## Taxonomía
Amomyrtus meli fue descrita por Rodolfo Amando Philippi en 1856 y posteriormente por D.Legrand & Kausel, publicando en Lilloa 13: 146. 1947[1948].
Etimología
Amomyrtus nombre genérico que proviene del griego amo (odorífera o muy fragante) + Myrtus (en referencia al nombre de la familia). Meli es el nombre Mapuche de la planta.
Sinonimia
- Myrtus meli Phil.
- Pseudocaryophyllus meli (Phil.) Burret[3]